# C-119 (航空機)
C-119 フライング・ボックスカー
- 用途：輸送
- 分類：輸送機
- 製造者：フェアチャイルド
- 運用者
  -  アメリカ合衆国（空軍/海軍/海兵隊）
  -  インド（インド空軍）他
- 初飛行：1947年11月17日
- 生産数：1,183機
- 運用状況：退役

フェアチャイルド C-119 フライング・ボックスカー (Fairchild C-119 Flying Boxcar) は、アメリカのフェアチャイルド社が開発した軍用輸送機である。名前の由来は「空飛ぶ有蓋貨車」の意。

## 概要
C-82 パケットを発展させた機体で、外見も似ているが、操縦室が前方の低い位置に移されたほか、エンジンの強化、垂直尾翼の再設計が施されている。また、少なくとも量産型では胴体がやや広くなって搭載量が増加していた。胴体後部には左右に割れて開くカーゴドアを備え大型貨物の搭載を容易にしているが、空中での開閉はできず、物資の空中投下を行う際は事前に取り外す必要があった。試作機XC-119AはC-82を改修して作られ、評価試験の後C-119Bとして正式採用された。1955年まで生産され、総生産数は1,183機。

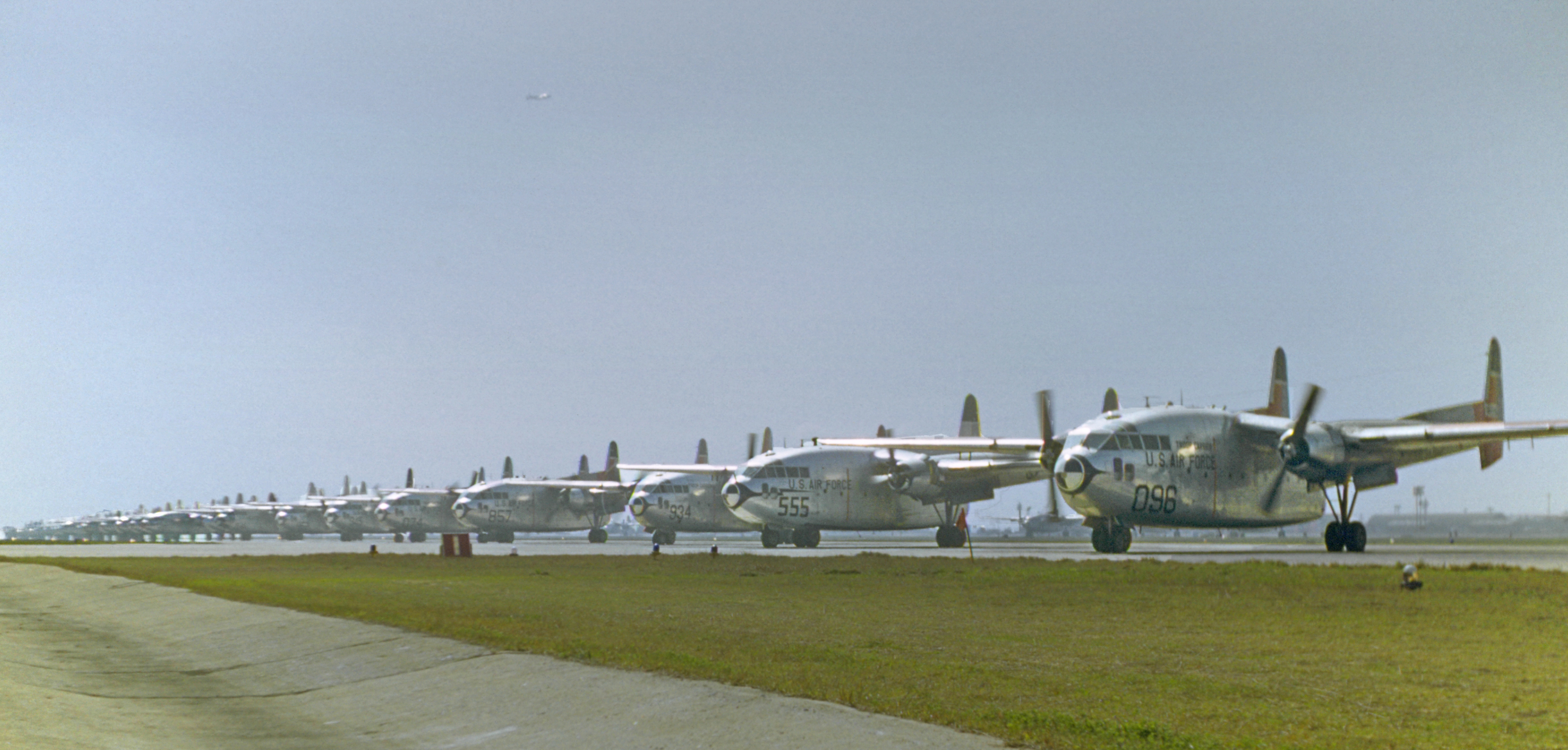
芦屋基地で撮影された米軍のC-119（1955年）

アメリカ空軍の主力輸送機の一角として朝鮮戦争やベトナム戦争で実戦投入され、ガンシップ機にも改造されている。また、曲技飛行隊サンダーバーズの支援機として使用されたこともあった。海外の友好国にも供与されており、インド空軍で使用された機体には、高温/高地環境下での補助推進装置として背部にジェットエンジン1基を追加装備する独自の改造を施されたものもある。アメリカでは1970年代に運用終了となったが、台湾空軍では1997年まで運用されていた。

## 派生型

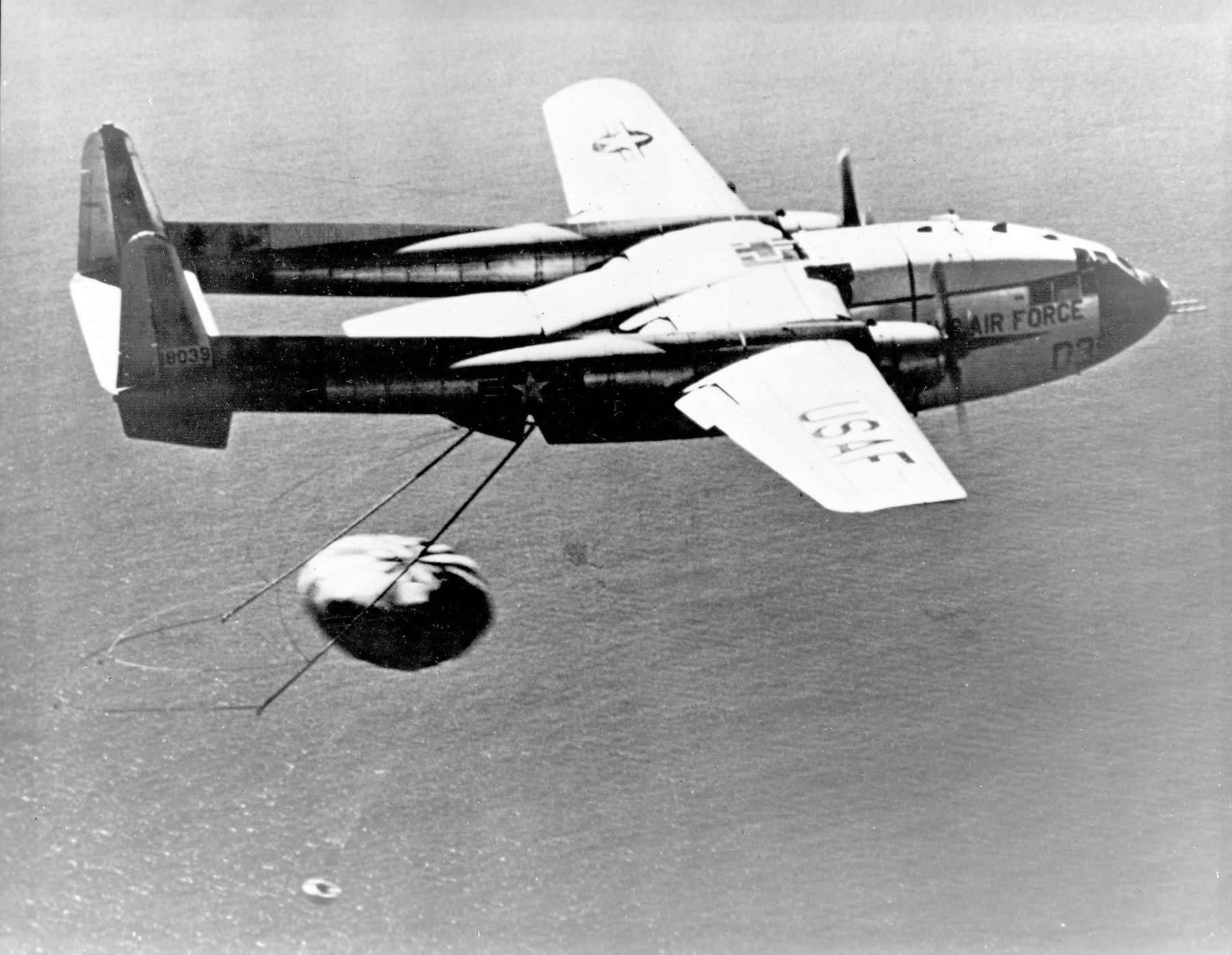
C-119改造機による空中回収

XC-119A
試作型。
C-119B
最初の量産型。エンジンはプラット・アンド・ホイットニー R-4360を搭載。55機製造。
C-119C
尾部に若干の改良を加えた。303機製造。アメリカ海軍/海兵隊での名称はR4Q-1。
C-119F
エンジンをライト R-3350へ換装。256機製造。アメリカ海軍/海兵隊での名称はR4Q-2。
C-119G
プロペラを変更。480機とシリーズ中最も多く製造された。
C-119J
F/G型のカーゴドアを改修した機体。62機改修。
EC-119J
人工衛星追跡機。
C-119K
主翼下にゼネラル・エレクトリック J85ターボジェットエンジン2基を追加装備。G型から6機改造。
C-119L
G型の近代化改修機。22機改修。
AC-119G シャドウ/AC-119K スティンガー
このほかにディスカバラー14号の空中回収用として改造されたC-119がある。

## 運用国

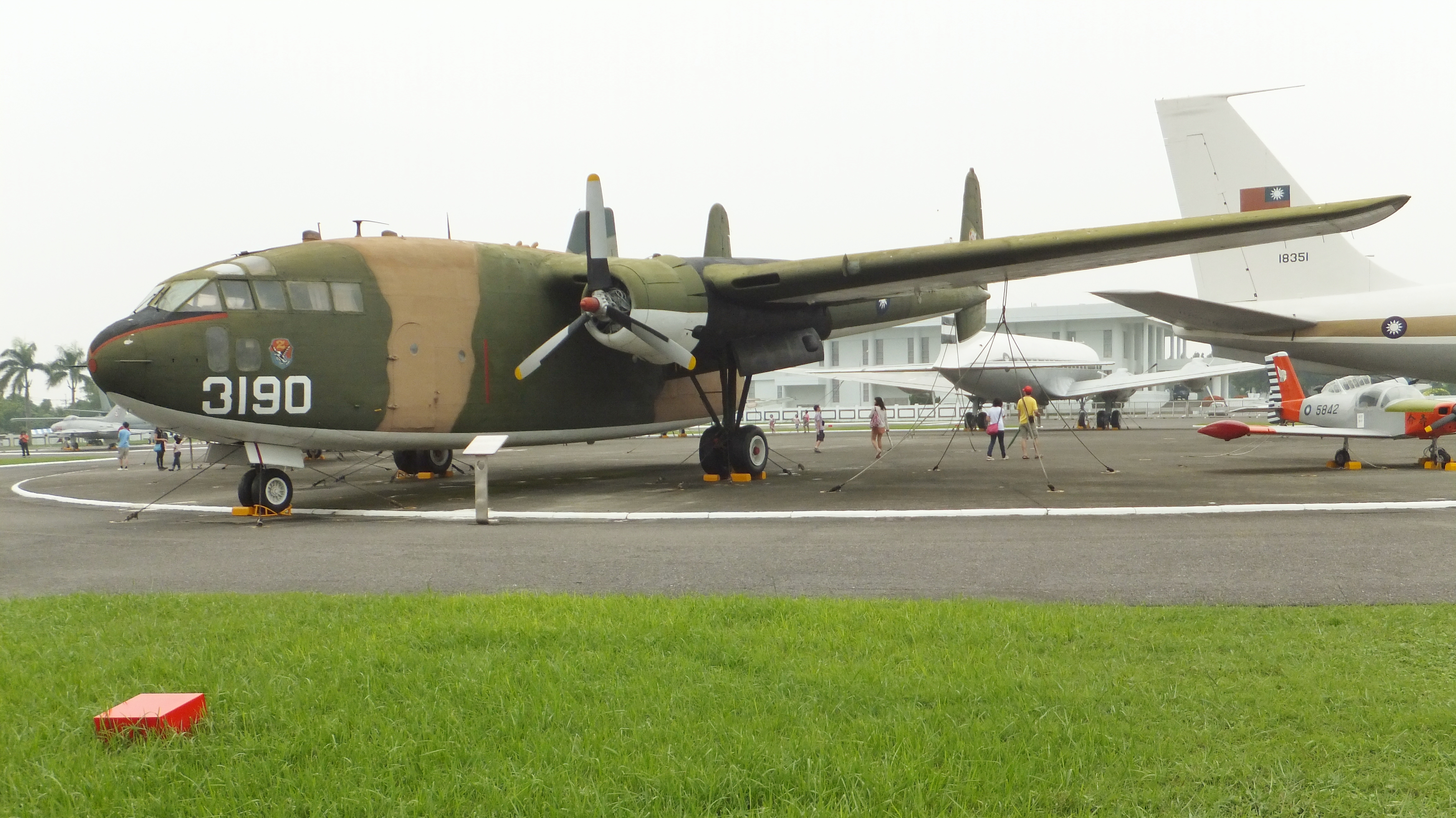
台湾空軍のC-119

ベルギー
 ブラジル
 カンボジア
 カナダ
 台湾
 エチオピア
 フランス
 インド
 イタリア
 ヨルダン
 モロッコ
 ノルウェー
 スペイン
 ベトナム共和国
 国際連合
 アメリカ合衆国

## 諸元(C-119G)
- 全長：26.37 m
- 全幅：33.30 m
- 全高：8.03 m
- 翼面積：130.06 m2
- 空虚重量：18,136 kg
- 最大離陸重量：33,747 kg

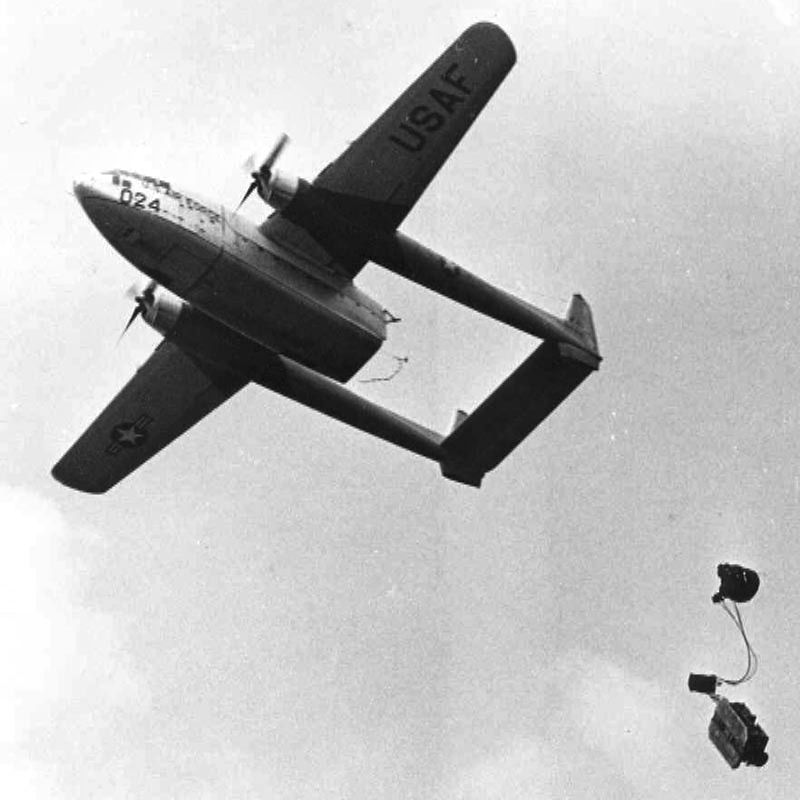
ジープの空中投下を行うC-119 胴体後部のカーゴドアは取り外されている

- エンジン：ライト R-3350-89W 星形エンジン（3,400馬力） × 2
- 最大速度：476 km/h（高度17,000 ft）
- 巡航速度：322 km/h
- 航続距離：3,669 km（標準搭載燃料時）
- ペイロード：空挺隊員62名
- 乗員：5名